# 佐藤保 (歯科医師)
佐藤 保（さとう たもつ）は日本の歯科医師。日本歯科医師会副会長、8020推進財団副理事長、岩手県歯科医師会会長。

## 経歴
- 1980年岩手医科大学歯学部卒業、1989年、開業[4]。2016年より日本歯科医師会副会長[5]。

## 著作
- 佐藤保、足立了平、田中彰、斎藤政二、中久木康一、北原稔『繋ぐ 災害歯科保健医療対応への執念』クインテッセンス出版、2016年7月10日。ISBN 978-4-7812-0510-6。 NCID BB21617848。
- 佐藤保 他『口腔ケア　歯科衛生士の役割を問う』監修 鴨井久一、クインテッセンス出版、2015年9月10日。ISBN 978-4-7812-0452-9。 NCID BB19560169。
- 向井美惠、角町正勝、佐藤保、恒石美登里 編『チームで推進口腔ケア対策―在宅歯科医療の地域実践』生活福祉研究機構、2014年5月。ISBN 978-4903366029。 NCID BB18051986。
- 佐藤保、赤坂幾子 著「口から食べる　生活を支えるための訪問歯科診療を考える」、大久保満男、大島伸一 編『歯科医師会からの提言　食べる―生きる力を支える[2] いのちと食』中央公論新社、2012年6月10日。ISBN 978-4120043550。 NCID BB09421213。

## 所属団体
- 日本歯科医師会副会長[1]
  - 岩手県歯科医師会会長[3]
  - 日本歯科医学会
    - 日本口腔衛生学会
      - 東北口腔衛生学会 平成27年度大会長[6]
- 全国歯科医師国民健康保険組合 岩手県支部長[7]
- 日本学校歯科医会 代表会員 [8]